# Municipio de Main Shore
El municipio de Main Shore (en inglés: Main Shore Township) es un municipio ubicado en el condado de Greene en el estado estadounidense de Arkansas. En el año 2010 tenía una población de 230 habitantes y una densidad poblacional de 3,93 personas por km².

## Geografía
El municipio de Main Shore se encuentra ubicado en las coordenadas 35°59′58″N 90°25′25″O / 35.99944, -90.42361. Según la Oficina del Censo de los Estados Unidos, el municipio tiene una superficie total de 58.59 km², de la cual 58,56 km² corresponden a tierra firme y (0,06 %) 0,03 km² es agua.

## Demografía
Según el censo de 2010, había 230 personas residiendo en el municipio de Main Shore. La densidad de población era de 3,93 hab./km². De los 230 habitantes, el municipio de Main Shore estaba compuesto por el 98,7 % blancos, el 0,87 % eran afroamericanos y el 0,43 % eran de una mezcla de razas. Del total de la población el 1,3 % eran hispanos o latinos de cualquier raza.